# Cryptospiza
Cryptospiza és un gènere d'ocells de la família dels estríldids (Estrildidae).

## Taxonomia
Segons la Classificació del Congrés Ornitològic Internacional (versió 14.2, 2024) aquest gènere està format per 4 espècies:
- Cryptospiza shelleyi - estrilda de Shelley.
- Cryptospiza jacksoni - estrilda de Jackson.
- Cryptospiza salvadorii - estrilda de Salvadori.
- Cryptospiza reichenovii - estrilda de Reichenow.